# Radikal 1
| 一                           |           |
| Streckdragning för radikal 1 |           |
| Radikal 1 (U+2F00)           |           |
| 一 (U+4E00) "ett"            |           |
| Pinyin:                      | yī        |
| Zhuyin:                      | ㄧ        |
| Wade–Giles:                  | i1        |
| Jyutping:                    | jat1      |
| Yale romanisering:           | yat1      |
| Hiragana:                    | いち ichi |
| Kanji:                       | 一 ichi   |
| Hangul:                      | 한 han    |
| Hanja-eo:                    | 일 il     |
|                              |           |

永 (永字八法 YǒngzìBāfǎ)

Radikal 1 betyder "ett" och är en av sex Kangxi-radikaler (av totalt 214 stycken) som består av ett streck.
I Kangxi-ordboken finns det 42 tecken (av 49030 stycken) som kan hittas under denna radikal.
Radikal 1, i detta fallet känd som 橫 héng "horisontell", är en av de åtta principerna av Yong, tecknet 永 (永字八法 Yǒngzì Bāfǎ), som är en av grunderna inom kinesisk kalligrafi.

## Tecken med radikal 1
Länkarna i tabellen leder till Wiktionary.
| Streck            | tecken                     |
| ----------------- | -------------------------- |
| utan extra streck | 一                         |
| 1 extra streck    | 丁 丂 七 丄 丅 丆          |
| 2 extra streck    | 万 丈 三 上 下 丌 与       |
| 3 extra streck    | 不 丏 丐 丑 丒 专          |
| 4 extra streck    | 且 丕 世 丘 丙 业 丛 东 丝 |
| 5 extra streck    | 丞 丟 丠 両                |
| 6 extra streck    | 丣 两 严                   |
| 7 extra streck    | 並 丧                      |